# Cecilija Kobal
Cecilija Kobal, slovenska uršulinka in cerkvena glasbenica, * 15. marec 1944, Vrhpolje pri Vipavi, Kraljevina Italija, † 26. december 1991, Ljubljana.

## Življenje in delo
Osnovno šolo je obiskovala v rojstnem kraju. Prvo glasbeno izobrazbo ji je dal domači župnik Branko Rudež. Glasbeno šolo je obiskovala v Postojni in jo končala 1961. V Postojni je pričela obiskovati tudi gimnazijo, ki pa jo je končala leta 1964 v Idriji. 26. aprila 1965 je vstopila v red sv. Uršule in z večnimi zaobljubami 1. oktobra 1972 postala redovnica. Glasbo je v letih 1969−1973 študirala na zagrebškem Inštitutu za cerkveno glasbo, nato je eno leto študirala orgle na Glasbeni akademiji v Zagrebu, nadaljevala pa na Akademiji za glasbo v Ljubljani ter leta 1978 diplomirala pri prof. Hubertu Bergantu. Po diplomi se je še eno leto izpopolnjevala pri prof. Ottu Brucknerju v Gradcu.
Po vrnitvi iz Zagreba je bila članica uršulinskega samostana v Škofji Loki, poučevala verouk in bila organistka v samostanski cerkvi. Leta 1977 se je preselila v Ljubljano in imela v samostanu enake dolžnosti. Redno je spremljala ljudsko petje, župnijski zbor in pevce na solističnih recitalih, prirejala pa je tudi samostojne orglarske koncerte. Koncerte je imela tudi v stolnici
sv. Nikolaja in na velikih orglah Cankarjevega doma. Bila je tudi glasbena pedagoginja. Po vrnitvi iz Zagreba je nastopila profesorsko službo na  Orglarski šoli v Ljubljani. Poučevala je klavir in orgle. Od 1978 se je vsak teden vozila za tri dni v Novo Gorico, da je tudi tam poučevala, leta 1990 pa se je za stalno preselila na Primorsko.